# World Hockey Association

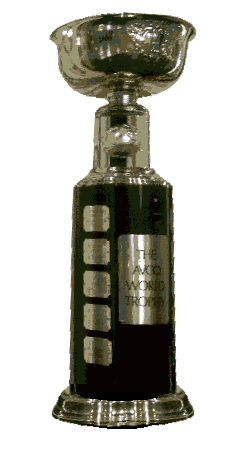
Trofej za prvenství v soutěží - Avco World Trophy

World Hockey Association (užívala zkratku WHA, česky Světová hokejová asociace) byla hokejovou ligou v Severní Americe, která se v letech 1972 – 1979 snažila konkurovat NHL. Po finančním kolapsu soutěže v roce 1979 se kvarteto klubů přesunulo do NHL – Edmonton Oilers, Hartford Whalers, Quebec Nordiques a Winnipeg Jets. Všechny kluby hrají NHL až dodnes, ovšem Hartford se přestěhoval do města Raleigh a jmenuje se Carolina Hurricanes, Quebec hraje v Denveru pod názvem Colorado Avalanche a Winnipeg hraje v Salt Lake City pod názvem Utah Hockey Club (dnešní Winnipeg Jets jsou zcela nový tým). Pouze Oilers sídlí stále ve stejném městě.
V soutěži působilo několik vysloužilých hvězd NHL, například Gordie Howe, Jacques Plante nebo Bobby Hull. V sezoně 1978/79 hrál v lize mladičký Wayne Gretzky, protože soutěž umožňovala hrát hokejistům již od sedmnácti let, aby konkurence mohla přebrat nějaké talentované hráče. Dalším talentem, co si zahrál WHA dříve než NHL byl Mark Messier. WHA měla vlastní draft i Síň slávy.
Vítěz ligy obdržel pohár Avco World Trophy. Nejúspěšnějším klubem byl Winnipeg Jets, který jej získal třikrát a celkově pětkrát startoval ve finále.
V soutěži působili i tři čeští hráči – Jaroslav Krupička (1972/73), Václav Nedomanský (1974-78) a Richard Farda (1974-77).

## Přehled finále soutěže
| Sezona  | Vítěz               | Finalista           | Série |
| ------- | ------------------- | ------------------- | ----- |
| 1972/73 | New England Whalers | Winnipeg Jets       | 4–1   |
| 1973/74 | Houston Aeros       | Chicago Cougars     | 4–0   |
| 1974/75 | Houston Aeros       | Quebec Nordiques    | 4–0   |
| 1975/76 | Winnipeg Jets       | Houston Aeros       | 4–0   |
| 1976/77 | Quebec Nordiques    | Winnipeg Jets       | 4–2   |
| 1977/78 | Winnipeg Jets       | New England Whalers | 4–0   |
| 1978/79 | Winnipeg Jets       | Edmonton Oilers     | 4–2   |

## Kluby
Soutěž začalo hrát 12 klubů, v letech 1974-76 v ní působilo 14 mužstev. V sezoně 1976/77 se ale počet vrátil na 12, další sezonu se snížil dokonce na 10. Poslední ročník 1978/79 absolvovala již jen sedmička celků.
Tučně psané kluby se po zániku soutěže staly součástí NHL.
- Alberta Oilers (1972–79, po první sezoně přejmenován na Edmonton Oilers)
- Chicago Cougars (1972–75)
- Cincinnati Stingers (1975–79)
- Cleveland Crusaders (1972–76) / Minnesota Fighting Saints (1976–77)
- Denver Spurs (1975–76) / Ottawa Civics (1976)
- Houston Aeros (1972–78)
- Indianapolis Racers (1974–78)
- Los Angeles Sharks (1972–74) / Michigan Stags (1974–75) / Baltimore Blades (1975)
- Minnesota Fighting Saints (1972–76)
- New England Whalers (1972–79)
- New York Raiders (1972–73, po první sezoně přejmenován na New York Golden Blades) / New Jersey Knights (1973–74) / San Diego Mariners (1974–77)
- Ottawa Nationals (1972–73) / Toronto Toros (1973–76) / Birmingham Bulls (1976–79)
- Philadelphia Blazers (1972–73) / Vancouver Blazers (1973–75) / Calgary Cowboys (1975–77)
- Phoenix Roadrunners (1974–77)
- Quebec Nordiques (1972–79)
- Winnipeg Jets (1972–79)

## Návštěvnost
| Sezona  | Průměr (základní část) | Nejvyšší návštěvnost z týmů |
| ------- | ---------------------- | --------------------------- |
| 1972-73 | 5,298                  | New England Whalers (6,981) |
| 1973-74 | 5,907                  | Vancouver Blazers (9,356)   |
| 1974-75 | 7,502                  | Edmonton Oilers (10,722)    |
| 1975-76 | 7,750                  | Quebec Nordiques (8,987)    |
| 1976-77 | 7,722                  | Indianapolis Racers (9,295) |
| 1977-78 | 8,720                  | Edmonton Oilers (10,484)    |
| 1978-79 | 8,089                  | Edmonton Oilers (11,255)    |

## Utkání hvězd
Utkání hvězd se hrálo každý rok, ovšem měnil se formát zápasu.
- 1972/73 Východní divize – Západní divize 6:2 v Quebecu
- 1973/74 Východní divize – Západní divize 8:4 v St. Paulu
- 1974/75 Západní divize – Východní divize 6:4 v Edmontonu
- 1975/76 Kanadské kluby – Americké kluby 6:1 v Clevelandu
- 1976/77 Východní divize – Západní divize 4:2 v Hartfordu
- 1977/78 Quebec Nordiques (obhájce titulu) – Zbytek WHA 5:4 v Quebecu
- 1978/79 Třízápasová série : Výběr WHA – HC Dynamo Moskva v Edmontonu. WHA vyhrála všechny tři zápasy (4:2, 4:2, 4:3)

## Trofeje a ocenění
- Avco World Trophy – Známá také jako Avco Cup, trofej pro vítězný tým
- Gordie Howe Trophy (původně Gary L. Davidson Award) – Nejlepší hráč základní části
- Bill Hunter Trophy – Nejlepší střelec
- Lou Kaplan Trophy – Nejlepší nováček
- Ben Hatskin Trophy – Nejlepší brankář
- Dennis A. Murphy Trophy – Nejlepší obránce
- Paul Deneau Trophy – Nejslušnější hráč
- Howard Baldwin Trophy/Robert Schmertz Memorial Trophy – Nejlepší trenér
- WHA Playoff MVP – Nejužitečnější hráč play off

## Individuální rekordy

### Za sezonu
- Góly – 77, Bobby Hull (Winnipeg Jets) 1974/75
- Asistence – 106, Andre Lacroix (San Diego Mariners) 1974/75
- Body – 154, Marc Tardif (Quebec Nordiques) 1977/78
- Trestné minuty – 385, Curt Brackenbury (Minnesota Fighting Saints a Quebec Nordiques) 1975/76

### Za kariéru
- Zápasy – 551, Andre Lacroix
- Góly – 316, Marc Tardif
- Asistence – 547, Andre Lacroix
- Body – 798, Andre Lacroix
- Trestné minuty – 962, Paul Baxter
- Čistá konta brankářů – 16, Ernie Wakely